# Pierre Jacques Amable Levavasseur
Pour les articles homonymes, voir Levavasseur.
Pierre Jacques Amable Levavasseur, né le 29 avril 1726 à Rouen et mort le 8 août 1802 à Paris, est un homme politique français.

## Biographie
Il nait à Rouen, paroisse Saint-Eloi, le 29 avril 1726 dans une famille de négociants. 
Adonné lui-même au commerce, il fut nommé administrateur de l'Hôtel-Dieu, de l'Hôpital général et des hospices civils, conseiller échevin, membre de la chambre de commerce et président de la juridiction consulaire. Il s'acquitta avec zèle de ces fonctions et reçut en récompense des lettres de noblesse. 
Au début de la Révolution, il devint électeur, officier municipal, administrateur du département de Seine-Inférieure, et président du tribunal de commerce. Le 4 nivôse an VIII, il devient membre du Sénat conservateur.
Il mourut à Paris le 8 août 1802.

## Source
- « Pierre Jacques Amable Levavasseur », dans Adolphe Robert et Gaston Cougny, Dictionnaire des parlementaires français, Edgar Bourloton, 1889-1891 [détail de l’édition]